# Landudec
Landudec é uma comuna francesa na região administrativa da Bretanha, no departamento Finisterra. Estende-se por uma área de 20,4 km². Em 2010 a comuna tinha 1 493 habitantes (densidade: 73,2 hab./km²).